# Хивус-48

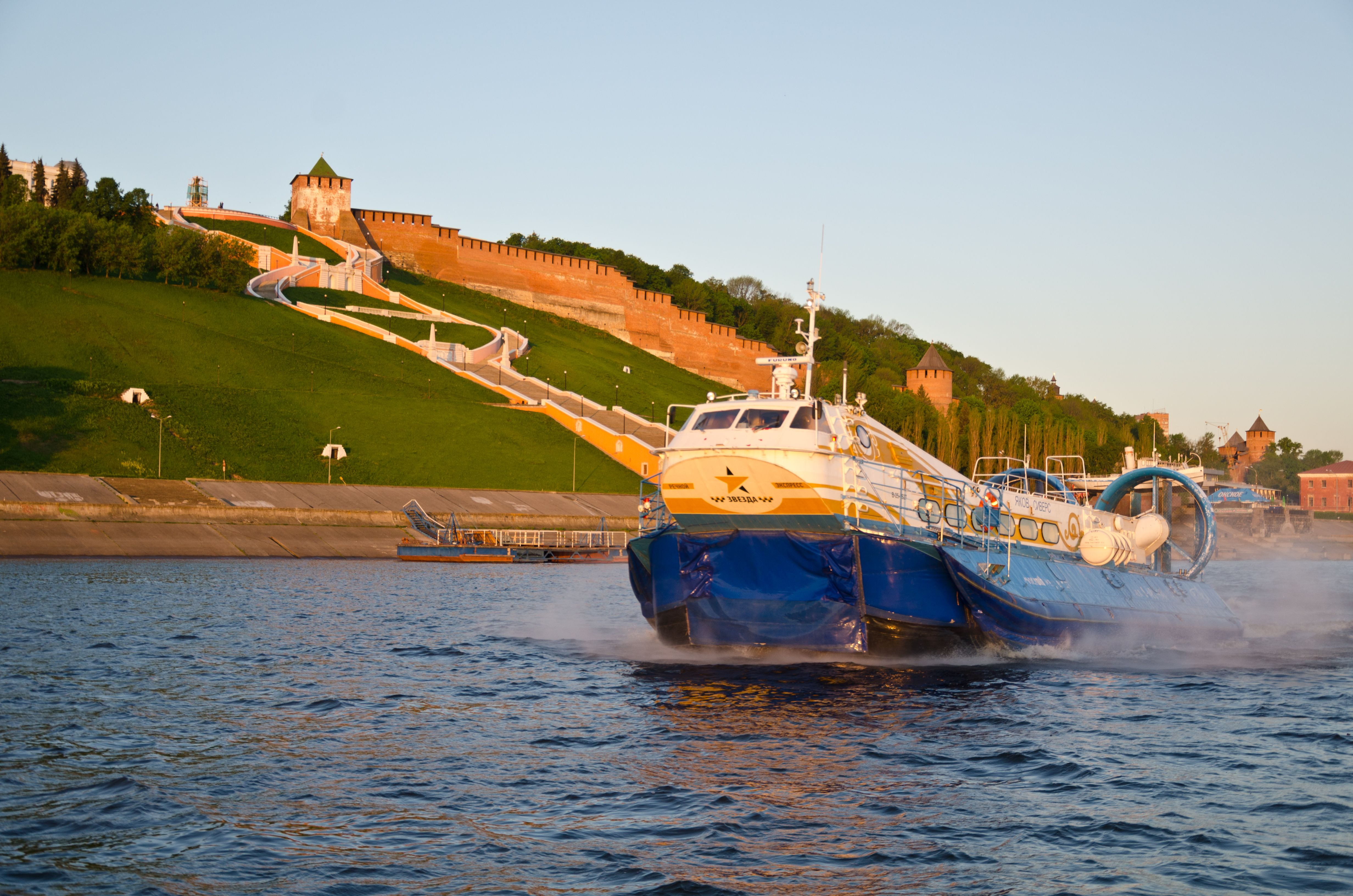
СВП А48 летом на фоне нижегородского Кремля

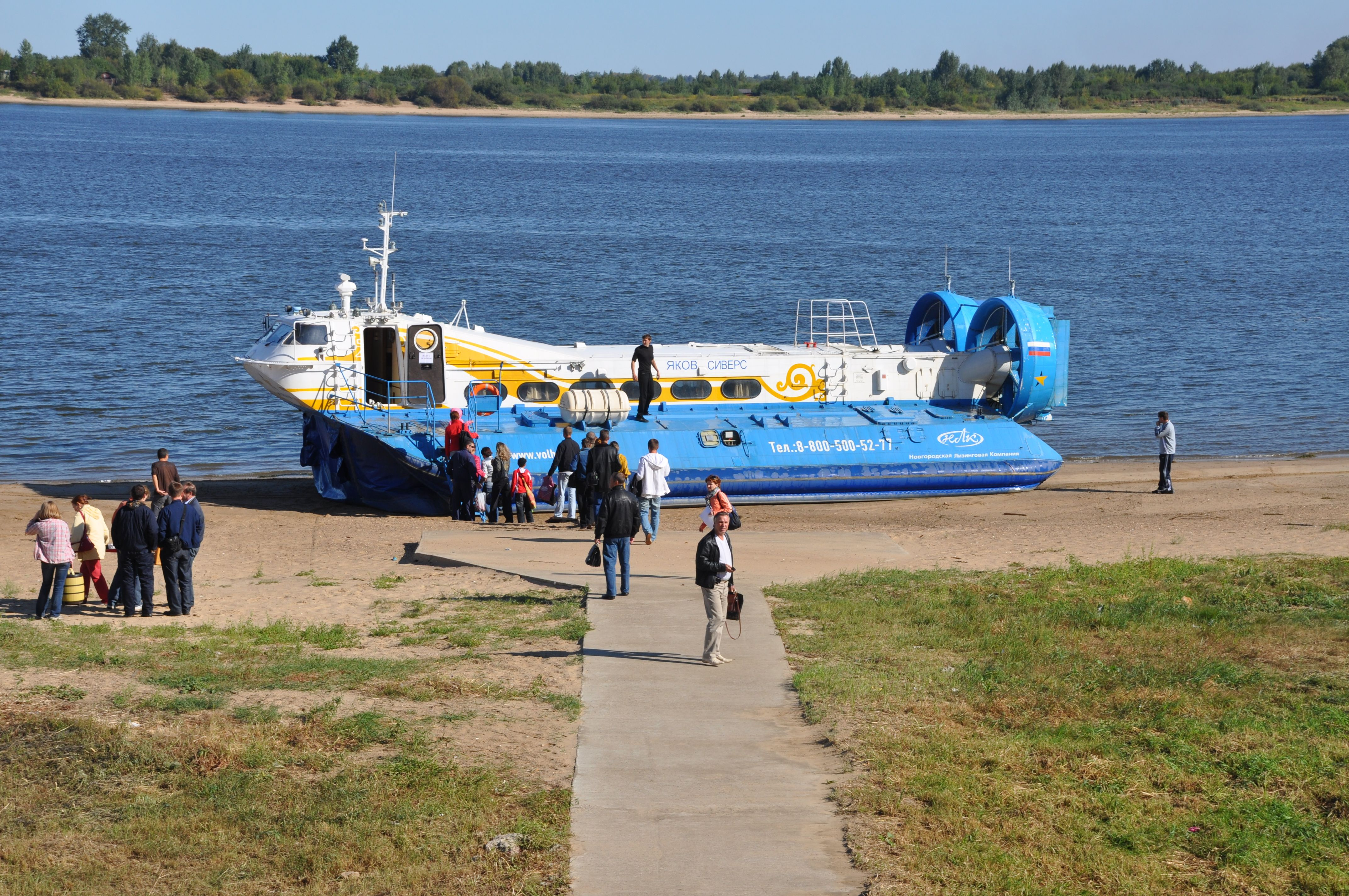
Посадка пассажиров на СВП А48

Катер на воздушной подушке А48 (Катер-амфибия А48, Хивус-48) — катер, предназначенный для круглогодичных пассажирских и грузовых перевозок по внутренним водным путям и в морских районах, разрешённых для плавания судов класса «М».

## Район и условия эксплуатации

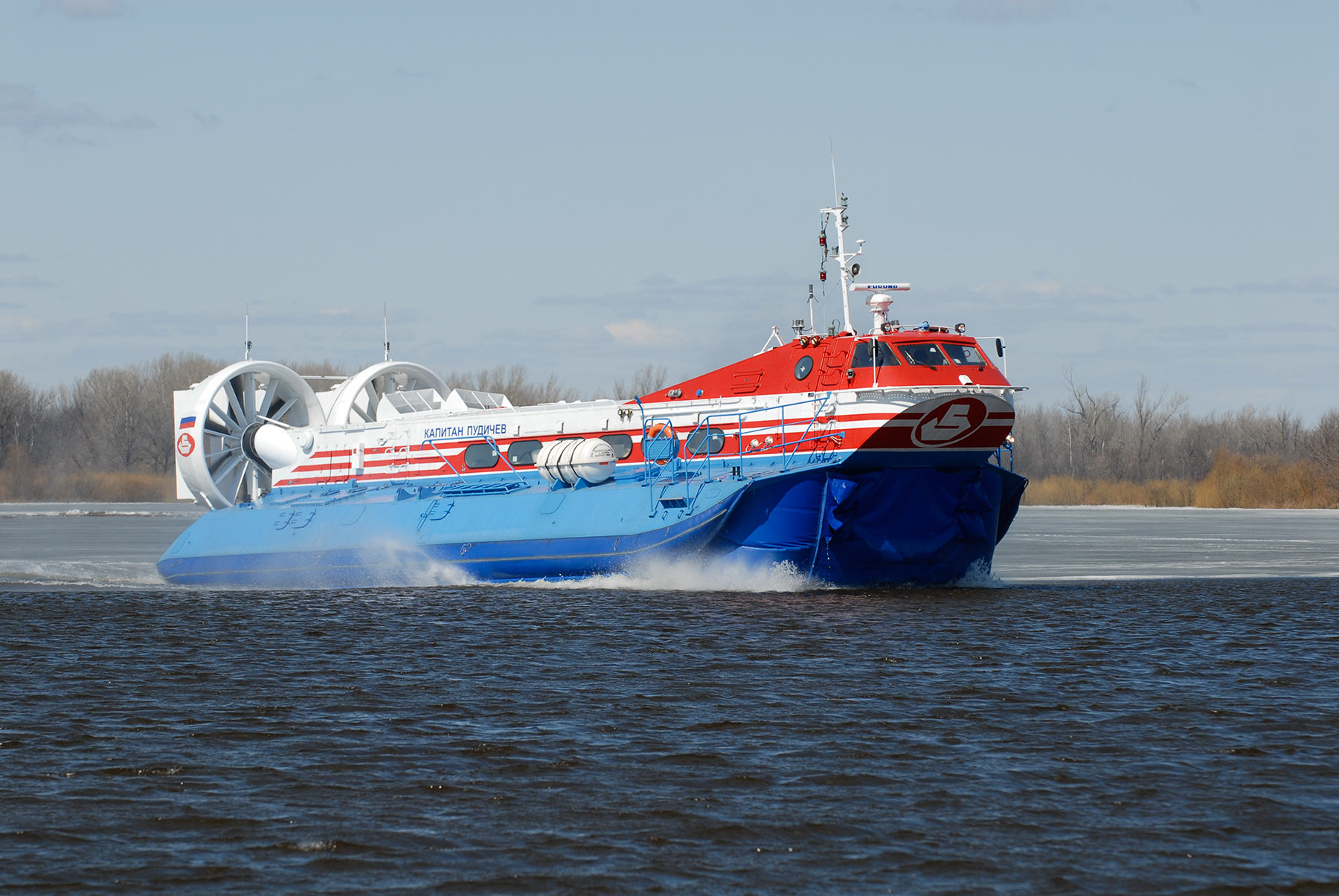
Пассажирское судно на воздушной подушке А48

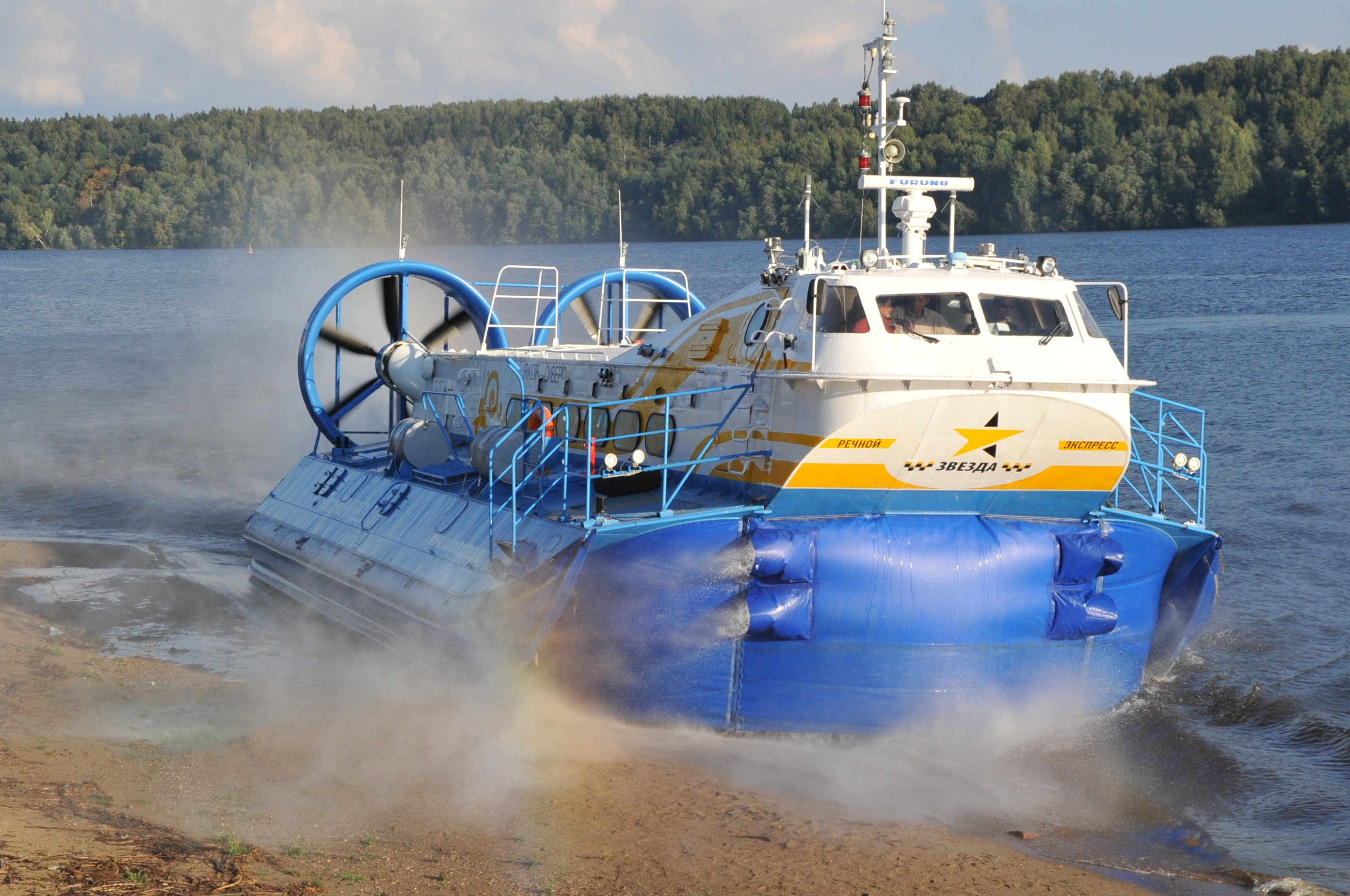
Вид спереди СВП А48

Для эксплуатации судна необходимы следующие условия:
- водные бассейны с ограничениями по ветро-волновому режиму (2,5 м) и скорости ветра (15 м/с);
- несудоходные водные акватории, мелководье, замёрзшие и заснеженные акватории, битый лёд, с высотой неровностей до 0,8 м и уклоном 6°;
- эксплуатационная температура наружного воздуха от −35 °С до +40 °С.

## Технические характеристики
| Наименование                                   | Показатель                           |
| ---------------------------------------------- | ------------------------------------ |
| Длина габаритная, м                            | 18,5                                 |
| Ширина габаритная, м                           | 8,0                                  |
| Высота габаритная, м                           | 4,14                                 |
| Транспортировочные габариты, м                 | 16,6 × 3,2 × 3,6                     |
| Водоизмещение полное, т                        | 18,0                                 |
| Водоизмещение порожнем, т                      | 12,5                                 |
| Экипаж, чел.                                   | 2                                    |
| Пассажировместимость, чел.                     | 48                                   |
| Двигатели                                      | дизельные двигатели Mercedes OM501LA |
| Мощность, л. с.                                | 2 × 420                              |
| Крейсерская скорость на воде, км/ч             | 60                                   |
| Крейсерская скорость на снегу, км/ч            | 70                                   |
| Дальность хода, км                             | 500                                  |
| Высота преодолеваемого вертикального уступа, м | 0,8                                  |
| Ёмкость топливных баков, л                     | 850                                  |
| Материал корпуса и надстройки                  | алюминиевый сплав                    |